# Chiesa dei Cappuccini (Lipari)
La chiesa dei Cappuccini sotto il titolo e invocazione dell'«Assunzione della Beata Vergine Maria» è un edificio di culto inglobato all'interno del cimitero di Lipari.
L'aggregato monumentale comprende la chiesa e i resti del primitivo convento dell'Ordine dei frati minori cappuccini.

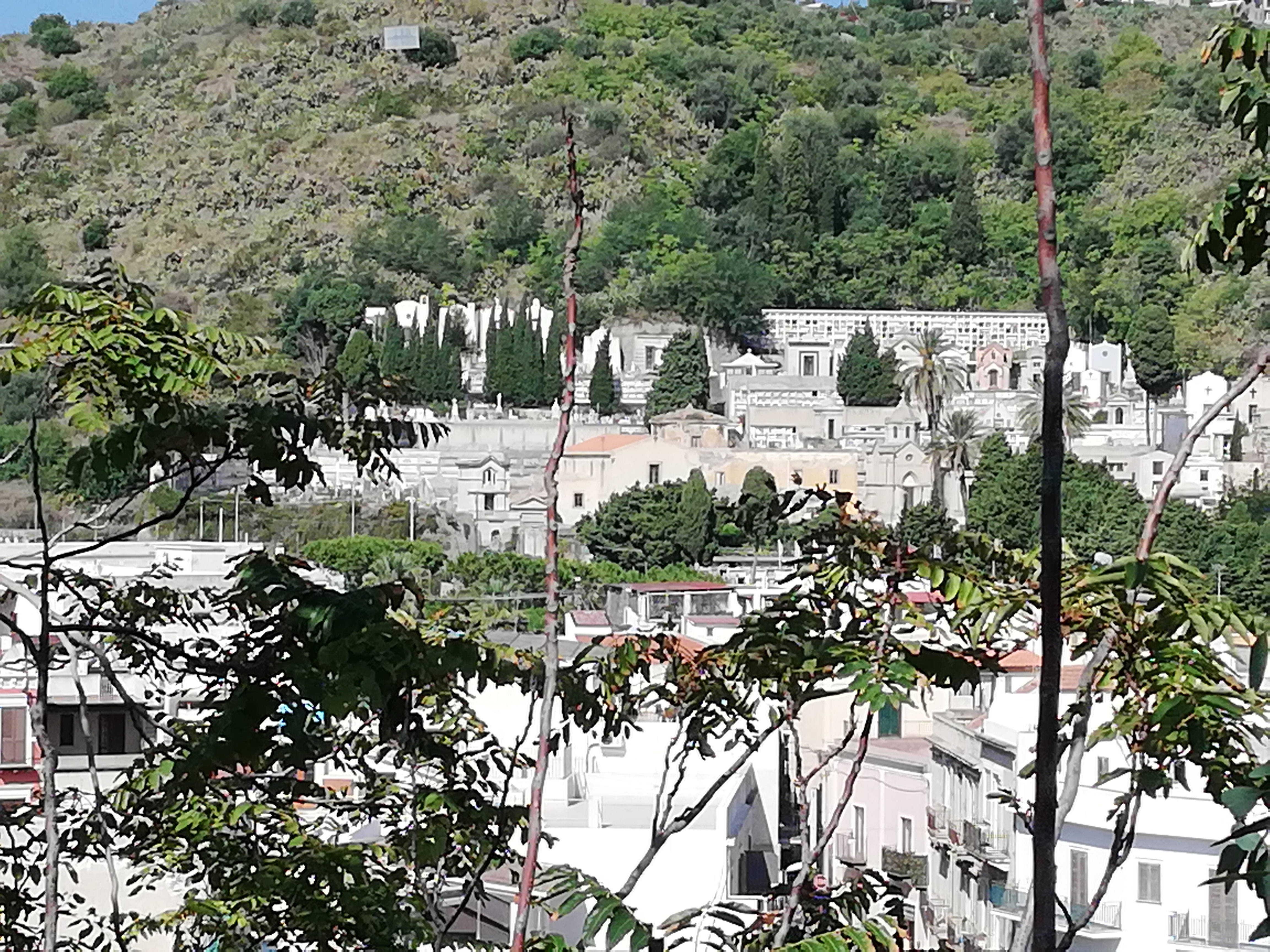
Veduta da Sottocastello.

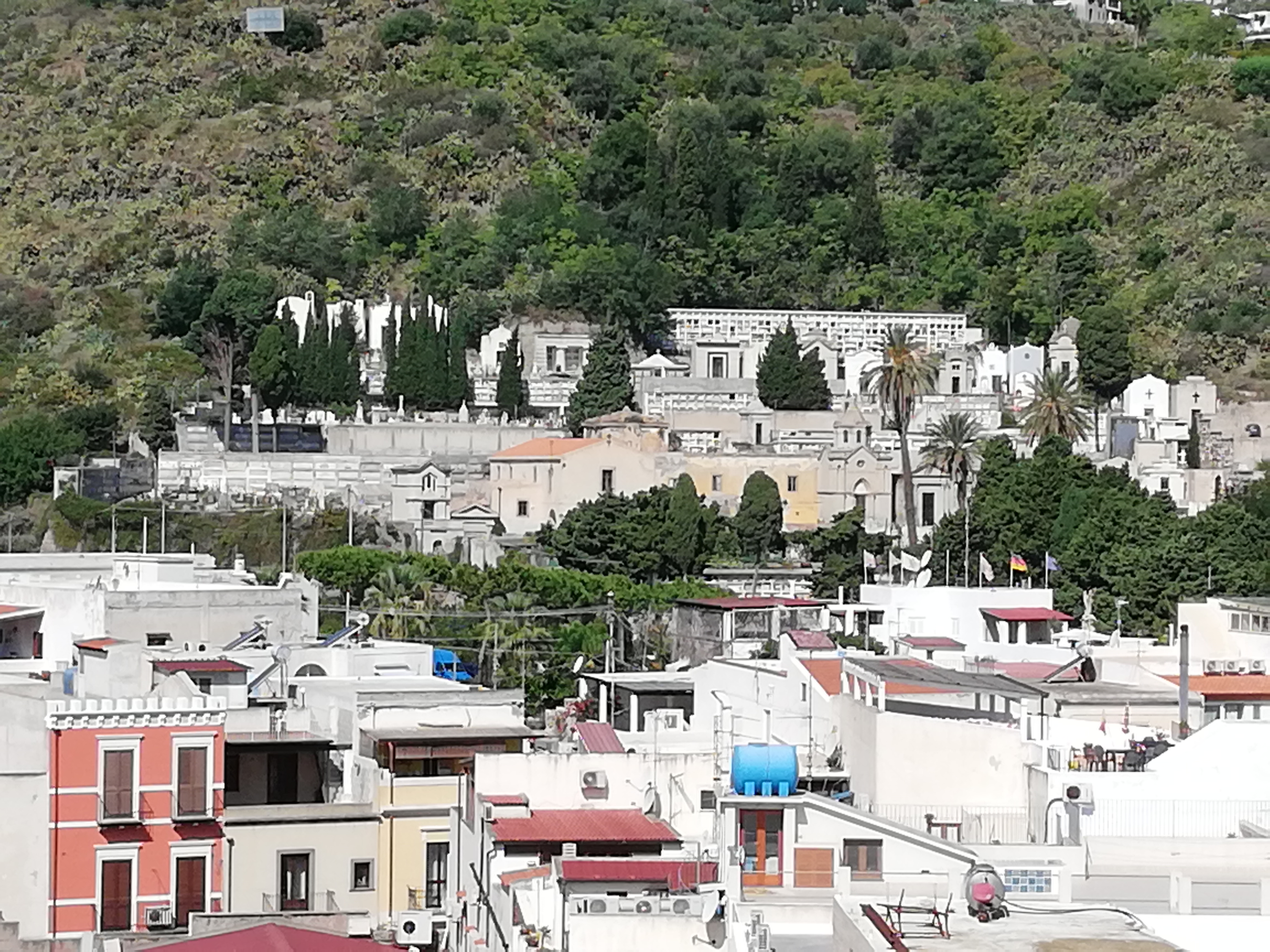
Veduta da Sottocastello.

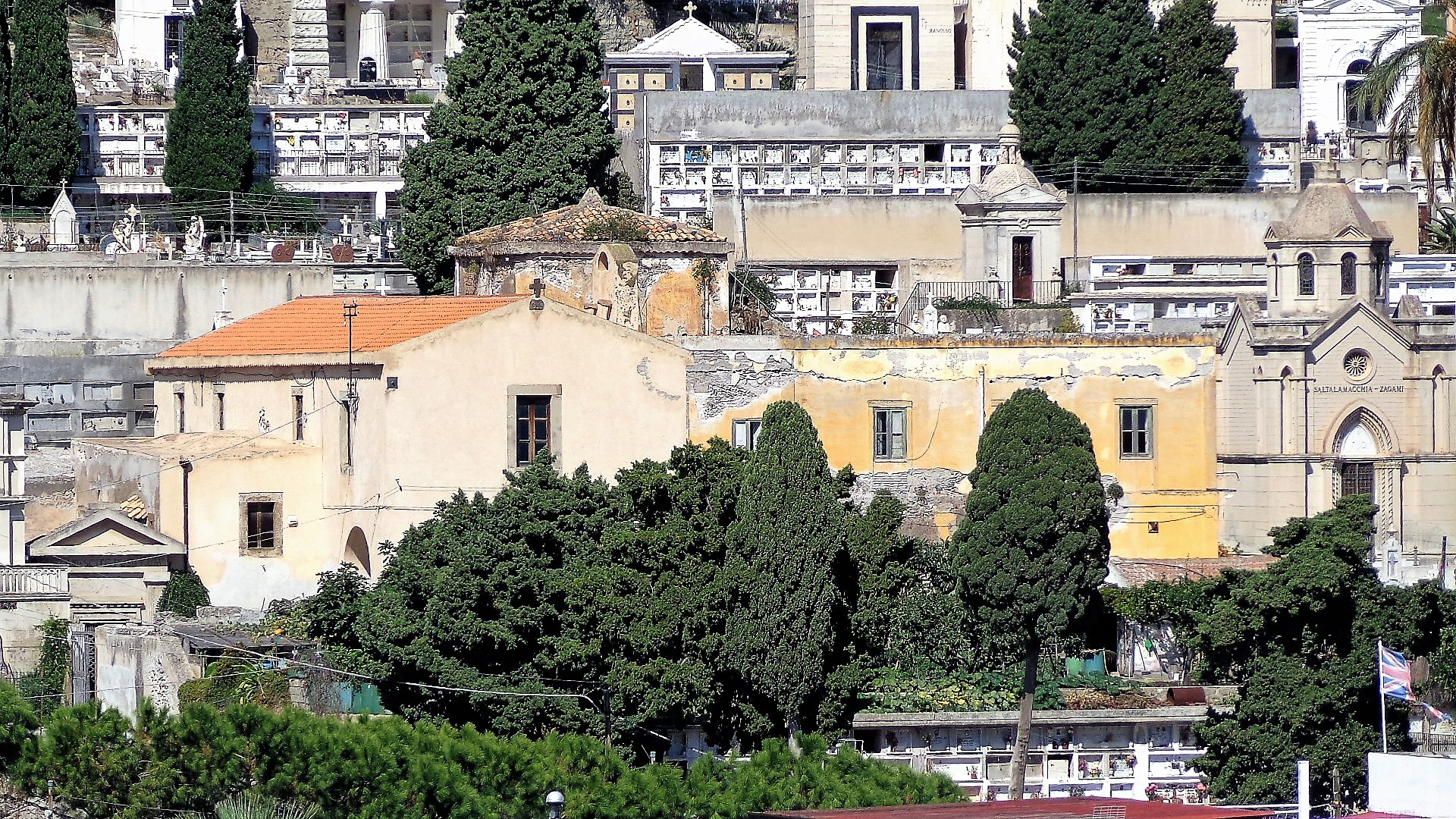
Chiesa e convento.

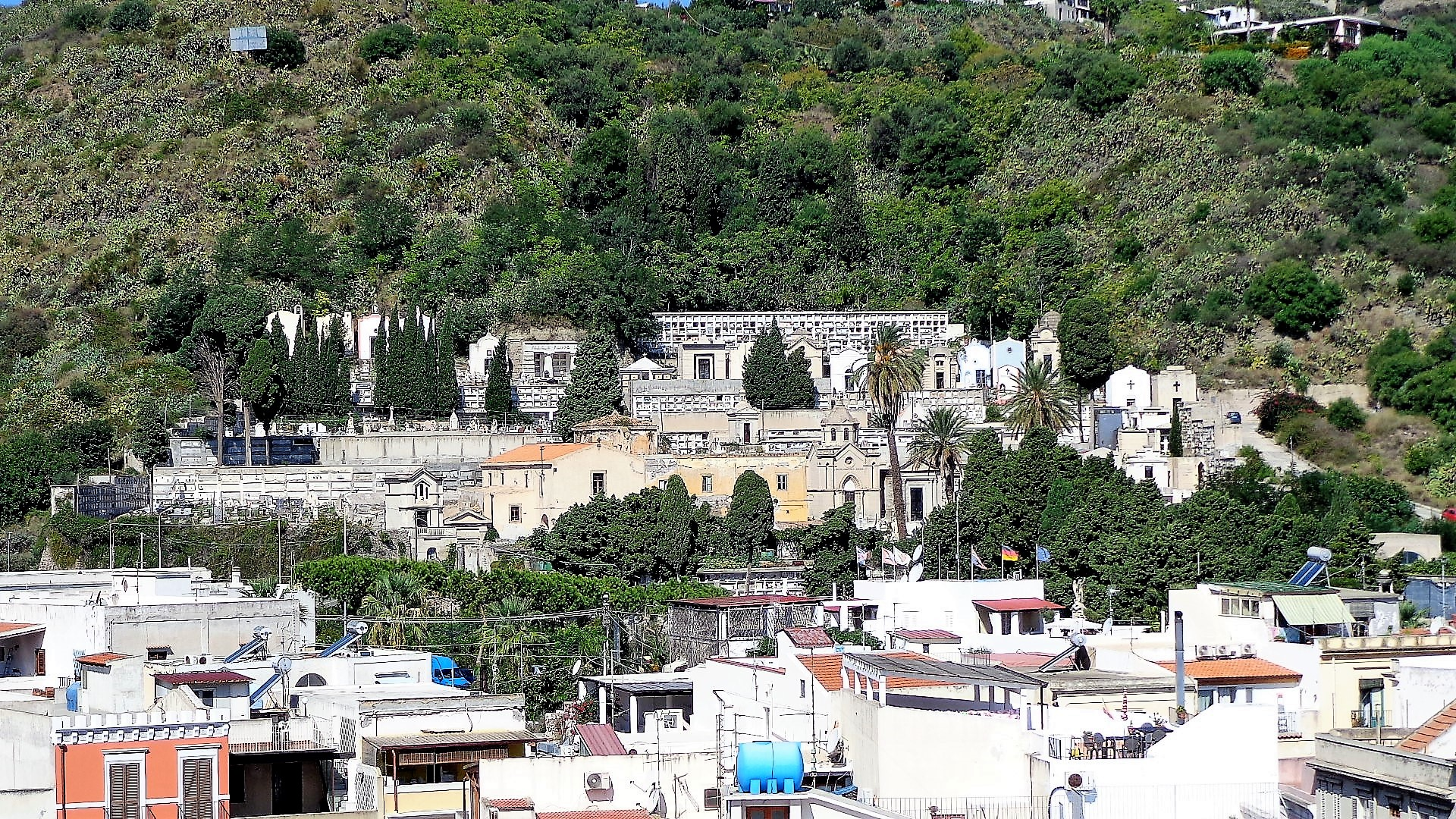
Veduta da Sottocastello.

## Storia

### Epoca spagnola
Il secondo convento cittadino fu edificato nel 1644. I Cappuccini già chiamati nel 1584 dal vescovo di Lipari Paolo Bellardito, dopo la costruzione delle primitive strutture della chiesa di Sant'Antonio di Padova e convento sotto il titolo dell'«Immacolata Concezione della Beata Vergine Maria», e un breve periodo di permanenza nella località Sottomonastero, furono con vari pretesti invitati ad abbandonare l'isola.
La loro riammissione con conseguente costruzione del secondo sito conventuale risale al 1646 per opera di Agostino Candido. Ai religiosi è assegnata una vasta area agricola posta fuori le mura cittadine, oggi corrispondente alla sede del cimitero cittadino.

### Epoca borbonica
Con l'emanazione delle leggi eversive e la soppressione degli Ordini del 1866, ai religiosi fu intimato di abbandonare il convento, che dal Fondo Culto, su richiesta del sindaco del tempo, nel 1867 fu concesso al comune di Lipari. Parte del convento fu demolito, tuttavia i frati rimasero limitando la permanenza in una ridotta area.
Nel 18722 nelle aree adiacenti adibite ad orti e coltivazioni fu costruito il cimitero comunale.
L'ultimo rettore della chiesa fu frate Fedele da Lipari, e la cura di essa si protrasse fino al 1893.

### Epoca contemporanea
Nel 1904, come conseguenza dei forti dei legami con la Campania, nel tempio e nell'arcipelago eoliano è introdotto il culto e la devozione verso la Madonna di Pompei. Dal 1934 i Frati hanno la cura della vicina parrocchia secolare di Porto Salvo.
Nel 2004 l'edificio sacro è stato interessato da alcuni restauri disposti dalla Soprintendenza. Il Fondo Edifici di Culto ovvero l'ente del ministero dell'Interno preposto per la tutela, la conservazione e il restauro degli edifici di culto, stanziò i fondi per il recupero del tempio. Concessa in uso all'Arcidiocesi di Messina, Lipari e Santa Lucia del Mela.
Il 2 novembre 2016 dopo 16 anni di chiusura per restauri, il tempio è stato riaperto al culto.

## Interno
La chiesa a navata unica, presenta l'ingresso da una cappella laterale posta sul lato sud, su un prospetto è incastonata una pietra recante la data 1652, anno in cui fu probabilmente consacrata. All'interno sono presenti stucchi di epoca tardo settecentesca, preziosi altari in legno e accoglie i resti mortali di sacerdoti e di alcuni notabili liparesi.
Contempla un ricco corredo di paramenti liturgici tessili ed arredi sacri in argento.
La sagrestia è adibita a cappella cimiteriale sia di laici che di ecclesiastici.

### Navata
L'impianto a navata unica custodisce:
Assunzione di Maria ritratta con San Bonaventura da Bagnoregio e San Francesco d'Assisi, opera di Fedele da San Biagio del 1794.
Beata Vergine Maria raffigurata nell'atto di porgere il bambino a San Felice da Cantalice, con il Beato Lorenzo da Brindisi, Santa Chiara, Sant'Antonio di Padova, Beato Bernardo da Corleone, opera del sacerdote Giovanni Russo.
Sull'altare maggiore vi è la macchina lignea in legno di noce, opera di fra Felice e fra Serafino di Acireale.
Dipinto, di minori dimensioni raffigurante l'Estasi di San Francesco.
- 1715, Custodia del Santissimo Sacramento, legno, di anonimo cappuccino;
- XVIII secolo, Polittico raffigurante la Vergine Maria, San Giovanni, due Angeli e Dio Padre, olio su tela;
- XVIII secolo prima metà, Crocifisso, legno scolpito e dipinto;
- XVIII secolo, Armadio da sacrestia, legno intagliato e intarsiato;
- XVIII secolo, Paliotto con il Crocifisso, manufatto in cuoio.

## Convento
Inizialmente la struttura contava 13 religiosi fino ad ospitarne nel tempo un massimo di 22. L'istituzione non aveva entrate. Il locale al secondo piano destinato a biblioteca è occupato e gestito dalla biblioteca comunale e ospita dodici incunaboli e rarissimi libri del Cinquecento, già appartenuti all'ordine dei Cappuccini.
Il convento fu riaperto nel 1901, intorno al 1902 ai religiosi fu consentito di abitare in una parte di esso e coltivare un orticello annesso.
Nel 1917 in previsione di dovere abbandonare la struttura, in cui abitavano bonariamente perché di fatto di proprietà del municipio, ottennero la vicina chiesa di Santa Lucia, con l'intento di costruirvi accanto un conventino.
Nel 1977 fu soppresso definitivamente.
Dal 1978 al 2005 alcuni locali in collegamento diretto con l'edificio chiesastico tramite la cantoria, furono concessi dal comune a famiglie di senzatetto a causa del terremoto del 1978.